# بوآرادینگا (بوتان)
بوآرادینگا (به لاتین: Byaradingka) یک منطقهٔ مسکونی در بوتان (کشور) است که در استان پارو واقع شده‌است.